# Carnaval de Negros y Blancos
El Carnaval de Negros y Blancos, arraigado en las ricas tradiciones nativas, andinas e hispánicas, se ha consolidado como uno de los eventos culturales más destacados de Colombia. Esta colorida celebración tiene lugar anualmente en la ciudad de Pasto, Nariño, del 28 de diciembre al 7 de enero. Aunque originalmente surgió en San Juan de Pasto, su influencia se ha extendido a diversos municipios de los departamentos de Nariño, Cauca, Sur del Huila e incluso al norte de Ecuador, donde cada región ha desarrollado sus propias versiones del Carnaval. Junto con el Carnaval de Barranquilla, el Carnaval de Negros y Blancos se cuenta entre las fiestas populares más grandes e importantes del país.
El Carnaval es reconocido a nivel mundial, en especial por la destreza de sus artesanos en la creación de impresionantes carrozas, las cuales han sido invitadas a engalanar desfiles en festividades de países como México, Panamá, Italia y Francia, entre otros.
La celebración comienza con el Canto al Agua, un evento que busca crear conciencia sobre la importancia del cuidado del agua. Como parte de esta actividad, se lleva a cabo el Arcoíris en el Asfalto, en el que los participantes pintan las calles de la ciudad con tiza, reemplazando la antigua práctica de rociar agua, y generando una atmósfera lúdica y educativa. El 31 de diciembre destaca el Desfile de Años Viejos, donde comparsas y grupos creativos presentan monigotes satíricos que representan personajes y eventos contemporáneos, en buena medida sobre el panorama político del país. La celebración culmina con la quema del Año Viejo como símbolo de renovación en las calles de la ciudad. Los dos últimos días del Carnaval tienen un significado especial: el Día de Negros y el Día de Blancos. Durante el primero, los participantes se pintan el rostro de negro, y en el segundo, de talco blanco, en un gesto que simboliza la igualdad y la unión comunitaria. Estas actividades celebran la diversidad étnica y cultural, convirtiendo el Carnaval en un espacio de convivencia y reflexión colectiva.
Además, esta festividad transforma los hogares en talleres comunitarios donde las familias trabajan juntas en la creación de disfraces, carrozas y decoraciones, transmitiendo las tradiciones y las artes carnavalescas de generación en generación. En este contexto, personas de todas las clases sociales se reúnen para expresar sus perspectivas de la vida y disfrutar de una celebración que promueve el arte, la identidad y la unidad.El 30 de septiembre de 2009, fue declarado por UNESCO como Patrimonio Cultural Inmaterial de la Humanidad.

## Origen

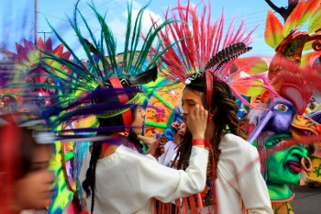
Participantes preparándose para desfilar el 6 de enero del año 2008.

El Carnaval de Negros y Blancos tiene su origen en la fusión de múltiples culturas y expresiones, correspondientes a los Andes, la Amazonia y la cultura del Pacífico. El Carnaval de Negros y Blancos nació en el siglo XVI en el año 1546. Este hecho lo caracteriza y distingue entre otras expresiones similares, empezando por la fecha en que se realiza, la cual tiene un origen netamente indígena, puesto que coincide con la celebración de la Luna (Quilla), que guarda reminiscencia con los rituales efectuados por las comunidades indígenas Pastos y los Quillacingas, culturas agrarias que, en época de cosecha, honraban con danzas a la luna, y en otros rituales hacían rogativas al sol, para amparar sus cultivos .

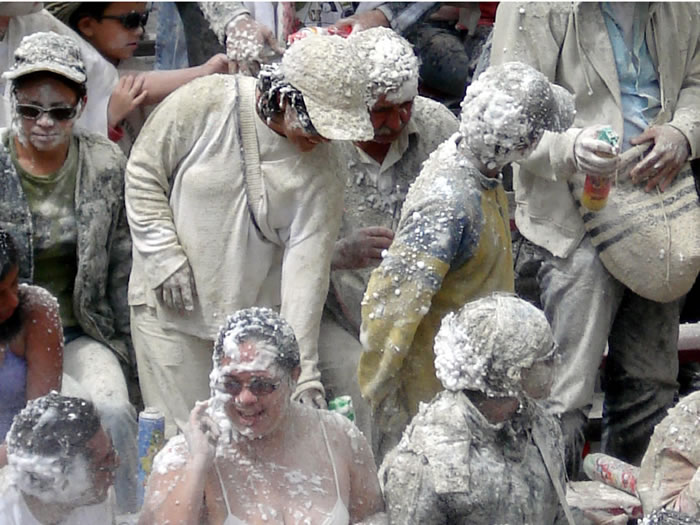
Jugadores contemporáneos del Día de Blancos, 6 de enero de 2007.

Estas celebraciones, con la fusión e influencia de la cultura española dan origen al sincretismo hispano religioso, que generan protoexpresiones de lo que será el carnaval de Pasto. En el siglo XIX, las autoridades prohíben estas fiestas para evitar los levantamientos indígenas, y hacia el 1834 reaparecen los festejos de indios con sus churumbeles, los mestizos con mascaradas y principalmente algarabías de vecinos, todas estas fiestas debidamente enmarcadas en el calendario religioso, principalmente con las festividades de la Virgen de las Mercedes (24 de septiembre) y de la Inmaculada Concepción de María (8 de diciembre).
En aquellas épocas, en vísperas del Día de Reyes también se realizaba festiva y espontáneamente el juego de negritos, principalmente entre blancos y mestizos, debido a la escasa presencia de población negra en Pasto. Esta festividad contrastada por la extroversión de una comunidad caracterizada por una vida apacible y taciturna, que encontraba en esos días una oportunidad de romper lo establecido.
Su origen fue un "asueto" a negros, originado en el Gran Cauca, comarca a la que pertenecía Pasto. En 1607 hubo una rebelión de esclavos en Remedios, Antioquia que causó pánico entre las autoridades coloniales. Este evento era recordado por la numerosa población negra de Popayán quien demandaba un día de descanso en el cual ellos pudieran ser verdaderamente libres. Para conservar la paz social, la Corona Española concedió el día 5 de enero, para tal efecto.

“EL PRÍNCIPE, DÍA VACO PARA LOS NEGROS ESCLAVOS”. Ahora entendiendo dicha relacion e solicitud de muchos esclavos negros de dicha provincia vengo a deciros a voz que se acoge paternalmente dicha solicitud y se dará día vaco enteramente a los negros y será el 5 de enero, víspera de la fiestas de las Santas Majestades y venerando estima a la Santa Majestad del Rey Negro. Fechada en Madrid. “Yo el Príncipe”.

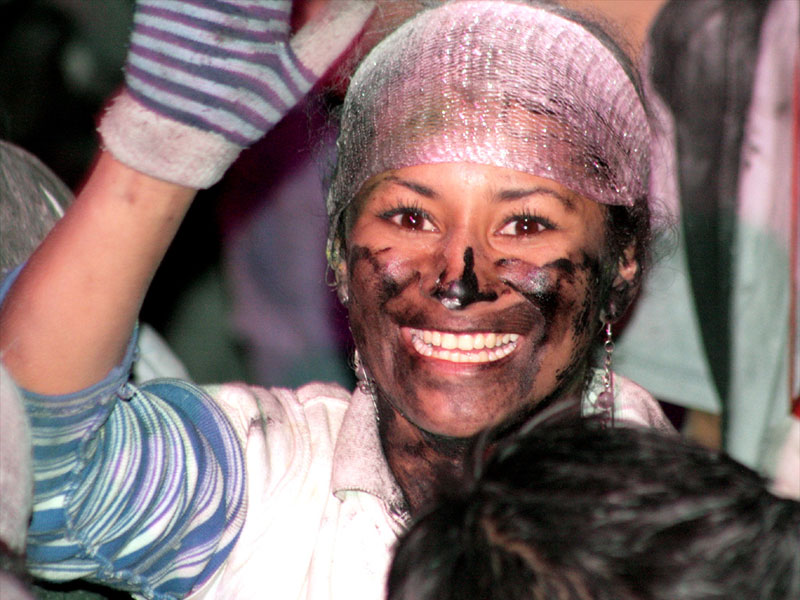
Jugadora del día de Negros, 5 de enero de 2007.

Esta noticia fue dada a conocer por bando en Popayán y así fue como el 5 de enero, se declara día libre para las gentes de color; la población negra de la capital del Cauca salió a las calles a bailar al ritmo de la música africana y empezaron a pintar de negro las afamadas paredes blancas de esa población. Posteriormente esta costumbre se regó por el sur, tomando una inusitada fuerza en la fría ciudad de Pasto, donde cuenta el cronista José María Cordobés Moure, ya hay vestigios de que se jugaba hacia 1854. Es así como se configura el génesis del juego de Negros y de Blancos de Pasto, y de este modo transcurriría sus primeras décadas.
El juego de Blancos, parte importante del carnaval, nace en el amanecer de un Día de Reyes (seis de enero) de 1912, fundado en la necesidad de expresar la imaginación, el juego, la amistad y de compartir la alegría que por esas fechas reanima la vida. En una fina y exclusiva casa de citas de la ciudad, la casa de las señoritas Robby ubicada en la Calle Real (actual Carrera 25), el atrevimiento del grupo de sastres de la afamada sastrería de propiedad de don Ángel Zarama, entre los cuales se encontraban Ángel María López y Máximo Erazo, los lleva a tomar la polvera francesa de una de las damas más solicitadas y procede a esparcir los polvos con perfume de mujer, entre todos los presentes con el grito de ¡Vivan los Blanquitos!, como una respuesta al ya tradicional juego de Negros. No tardaron los compañeros del maestro cortador, en ser víctimas primero y luego partícipes del juego. Luego, todos habrían de salir a la calle a repetir la broma con los desprevenidos parroquianos que salían de la Misa de Reyes de la iglesia de San Juan Bautista, repitiendo ¡Que vivan los Negros y que vivan los Blancos!, expresión que bajo la custodia del Galeras, se insertará por siempre y con vigor en la esencia de los pastusos.

## Establecimiento

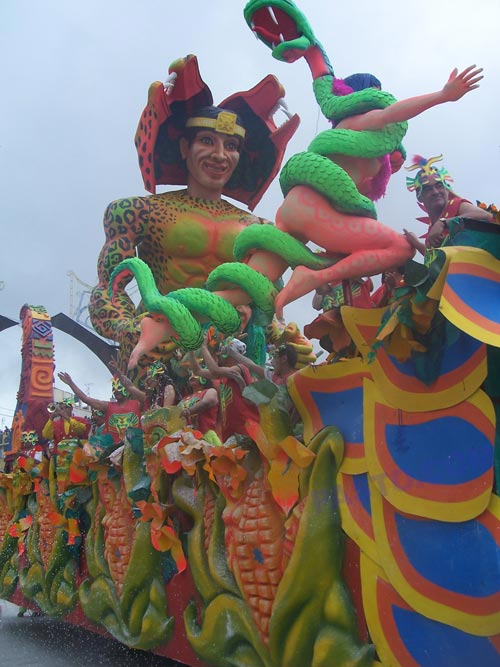
Vista lateral de Pachá Carnaval en el Desfile Magno, 6 de enero de 2006.

No es sino hasta mediados de los años 20, del siglo XX, que va adquiriendo corpus la actual fiesta, en la que se conjugan otras instancias, tiempos y espacios, dotándolo de un carácter más urbano e incluyente. En 1926, los estudiantes mayores de los colegios y de la Universidad de Nariño deciden participar activamente en la fiesta, eligiendo como su reina a Romelia Martínez, y saliendo por las calles vestidos con disfraces en comparsas y bailando al son de la música regional, en lo que se constituye el primer desfile, ya no del Día de Reyes, sino del 6 de enero, o día de Blancos.
Para el 4 de enero de 1929, una cabalgata de más de ciento cincuenta jinetes se aprestaba a ambientar los juegos del 5 y 6 de enero, para ello se habían concentrado frente al Batallón Boyacá. A las tres de la tarde y cuando los jinetes se hallaban listos para el gran desfile, una familia compuesta por el padre, la madre, dos chicas, niños, tres jóvenes que cabalgaban en cansados jamelgos y quienes iban seguidos por peones que arriaban los mulas cargadas de petacas, y haciendo esfuerzos para que unos cerdos y ovejas no se desbandaran y llevando a cuestas jaulas con loros y micos, sin olvidar la "mica" (bacinilla). Era un colono antioqueño con su familia que después de permanecer muchos años en el oriente (Putumayo), había resuelto dejar la manigua para volver a tierra "civilizada". 
Alfredo Torres Arellano y Carlos Martínez Madroñero, organizadores del desfile, ordenaron, a dos de la cabalgata que abrieran campo y ni cortos ni perezosos incluyeron a los viajeros entre los alegres jinetes que minutos después hicieron el desfile. Gozosos los que del oriente venían por tan inesperado encuentro y sin saber por qué de tan animado "tope" ocuparon el centro rodeados de los jinetes en trance de promocionar las celebraciones, el jefe de la familia saludaba atentísimo a las multitudes que presenciaban el paso de la cabalgata.

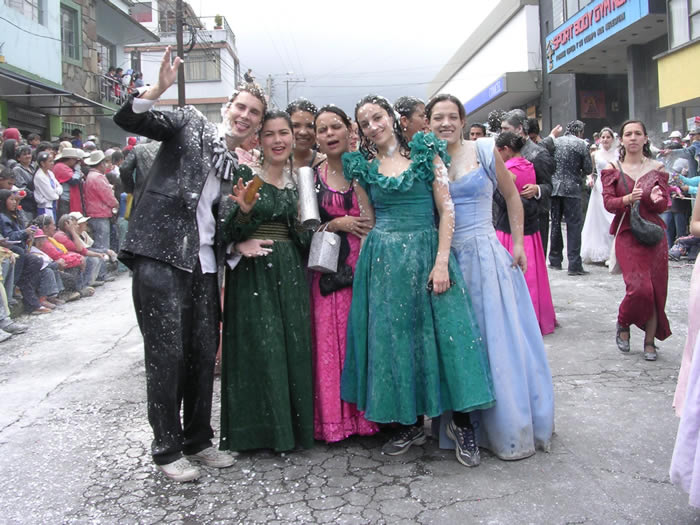
Llegada de la Familia Castañeda, 4 de enero de 2007

El grito histórico resonó alegre por todos los ámbitos de la ciudad: ¡Viva la Familia Castañeda!, invento de Torres Arellano, que en una inspiración digna de su talento, entró a la posteridad ese nuevo y original signo de alegría. El colono y sus gentes desfilaron alegres y emocionados por todas las calles de la ciudad. Los inesperados viajeros recibieron las aclamaciones de miles de pastusos a lo largo de las vías, plazas y avenidas de la capital nariñense. Al finalizar el desfile, los integrantes de la Familia Castañeda pidieron a sus nuevos amigos que los acompañaran hasta el Hotel París donde se alojarían, dicho hotel estaba situado en la Calle Real, donde hoy se levanta el edificio “Zuchín” ubicado en la Carrera 25, entre Calles 17 y 18.
Otras versiones señalan que la Familia Castañeda caracterizada en las comparsas del 4 de enero también es una caricaturización de la familia Bucheli Ayerbe, uno de cuyos miembros Don Julián Bucheli Ayerbe, se convertiría en el primer gobernador del Departamento de Nariño, al despuntar el siglo XX.
Hasta el advenimiento del Carnavalito, el desfile de la Familia Castañeda se constituiría en el abrebocas del Carnaval. Las décadas de los años 30 y 40 encuentran un Carnaval ya estructurado, y ante el advenimiento de las primeras industrias, adquiere presencia y protagonismo el arte popular, particularmente la expresión creativa de los artistas representada en monumentales esculturas de papel, que como escenarios rodantes se construyen sobre plataformas móviles motorizadas, principalmente camiones.

## Evolución

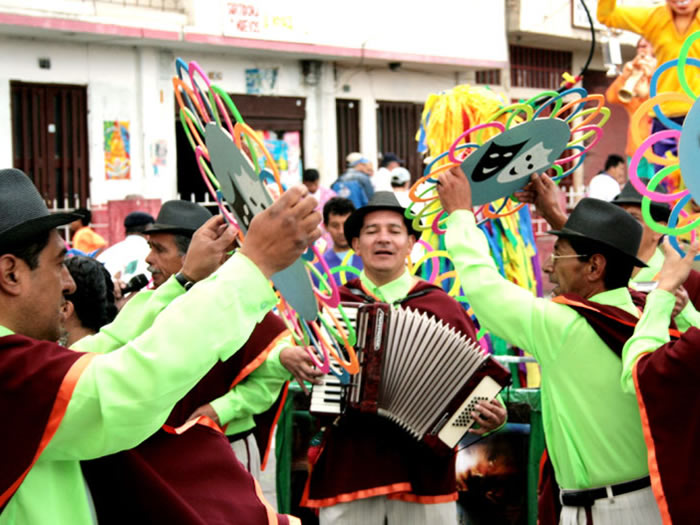
En la década de 1950, se comienza a premiar a las mejores comparsas y murgas.

En la década de los años 50, las carrozas adquieren movimiento y mayor dimensión, destacándose en la elaboración de las mismas el maestro José Eduardo Ordóñez Ordóñez  en colaboración de otros artistas como Alfonso Zambrano quien da origen a toda una época de esplendor. Es en esta época, que empieza la Alcaldía de Pasto (a veces con participación de la Gobernación de Nariño) a asumir el control y la organización de las festividades, principalmente de la apropiación de recursos para financiar los premios a las mejores carrozas, que luego se extenderían a las comparsas y murgas. 
A finales la década de los 60 se inicia la búsqueda y contratación de orquestas comerciales, nacionales e internacionales, llegando incluso a presentarse Los Melódicos de Venezuela y la Billo's Caracas Boys. Es el pionero Luis Quenguan, quien hace un registro en cine (blanco y negro) de 8 milímetros, super 8 y 16 milímetros de estos.
Carnavales. En 1966, gracias a Don Mario Fernando Rodríguez, surge en el barrio El Ejido, junto al Parque Bolívar, el Carnavalito, o Carnaval de los Niños, fiesta autónoma que demorará al menos una década más en integrarse al programa oficial.

## Renovación

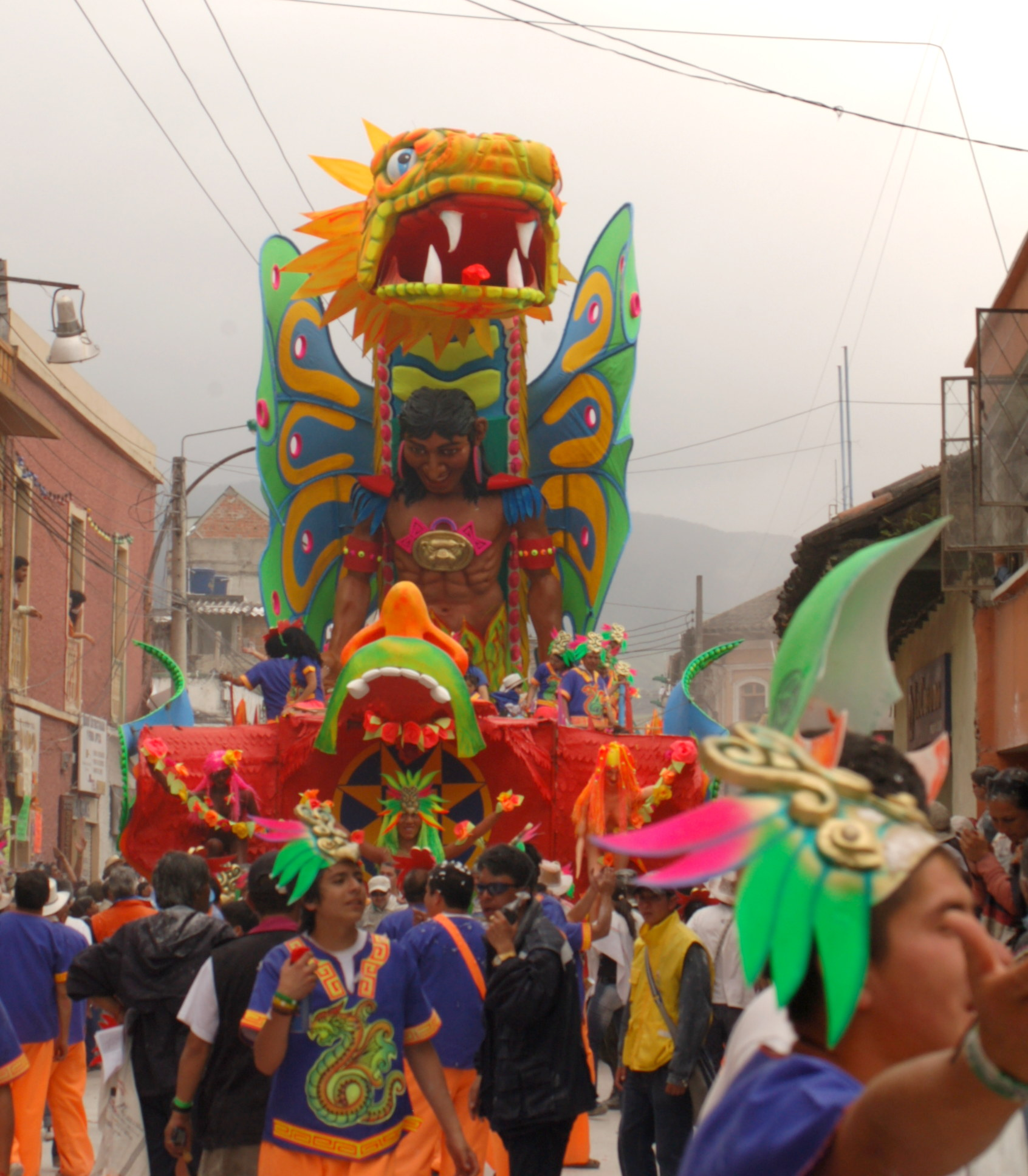
Tinkunni, la carroza ganadora del Desfile Magno de 2008.

Con la llegada de la Carretera Panamericana en los años 70 y la mayor inclusión de Pasto en la economía colombiana, el Carnaval se renueva con la presencia de nuevas tendencias en el manejo de los materiales, nuevos ritmos musicales y una creciente corriente cultural que propugnaba por el redescubrimiento de las raíces Quillacingas y su vinculación activa en el Desfile Magno o día de los Blancos. Es en esa época que las carrozas se llenan de motivos que exponen diversas reivindicaciones sociales de los pueblos americanos. 
Para los años 80, la multiplicidad de corrientes culturales alrededor del Carnaval evidencia la necesidad de la creación de un ente corporativo fuerte que asuma la planificación, organización y ejecución de esta fiesta. Se tenía planeado que dicha institución tuviera participación tanto de la municipalidad de Pasto, como del sector industrial y comercial, de los artistas y cómo no, de los sectores académicos de la región.
La nota predominante es que en toda la región suroccidental de Colombia, se generalizaron festividades que coincidían con las celebraciones de fin de año y que tomaban prestados elementos autóctonos del popular Carnaval de Pasto.
Esta realidad presenta dos intentos para la conformación de una institución que vele por la preservación de las fiestas de Pasto, pero tanto los esfuerzos de mediados de los 80, como los de inicio de los 90, no son fructíferos, porque los diversos sectores involucrados no logran un consenso, por lo que será la alcaldía de Pasto la que seguirá gerenciando la festividad a través de una subsecretaría especial llamada la Oficina del Carnaval, que veía con preocupación como corría peligro la identidad de la celebración. Es en esta época de agitación, en que se masificó el uso de la tradicional frase: ¡Viva Pasto Carajo!.

## SigloXXI
Finalmente, en noviembre del 2001, mediante la Ley No 706, el Carnaval de Negros y Blancos fue declarado Patrimonio cultural de la Nación por el Congreso de la República de Colombia y con tal declaratoria, tomó prioridad la construcción de la Plaza del Carnaval y la Cultura, la señalización de la Senda del Carnaval y la creación de la Corporación del Carnaval, como una entidad de derecho privado, de carácter asociativo, con participación mixta, sin ánimo de lucro y de utilidad común, facilitando la debida y adecuada realización del Carnaval, que lo rescata como: "una trasversal cultural con expresión lúdica en el espacio urbano". Por eso una de sus primeras tareas fue la creación del Museo del Carnaval.
Con estos logros, se da inicio a una nueva era de este evento, caracterizada por la planificación, organización, difusión, investigación y modernización, tomando prioridad la promoción de la cultura y abordando temas polémicos como si se deben o nó negociar los derechos de transmisión por radio, televisión e internet. Ahora, el Carnaval de Negros y Blancos ha quedado oficialmente incluido en los planes gubernamentales del municipio de Pasto, y gestionado por un ente llamado Corpocarnaval; este, a su vez, y gracias a una investigación académica realizada en la Universidad de Nariño, envía la postulación del evento al comité de la UNESCO, la cual declara el 30 de septiembre de 2009 "Patrimonio Cultural Inmaterial de la Humanidad" en la ciudad de Abu Dhabi.

## Etapas del carnaval

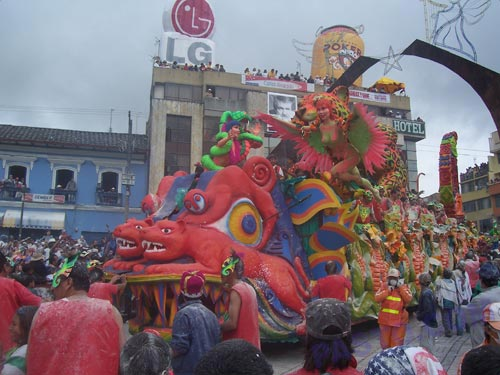

El carnaval comprende cuatro etapas importantes, a saber: el Carnavalito, la llegada de la familia Castañeda, el día de los Negros y el día de los Blancos con su desfile magno (siendo este el más importante turísticamente por la belleza). Sin embargo es necesario considerar las actividades del pre-carnaval y que en los últimos años, el 7 de enero se considera el día de remate de carnaval con la celebración del "Día del Cuy" una celebración gastronómica que tiene como eje principal el plato típico de la región.

### El Precarnaval
En Colombia las fiestas de fin de año abarcan un extenso periodo, iniciando el día 7 de diciembre con la celebración de las vísperas del tradicional día de la Inmaculada Concepción de María o Noche de las Velitas, continuando con el periodo comprendido por la celebración de la tradicional Novena de Aguinaldos (16 al 24 de diciembre) y la Navidad Católica, que tiende a extenderse hasta la fiesta de Epifanía o 6 de enero.
Dentro de ese contexto eminentemente festivo, se enmarcan las celebraciones lúdicas profanas consideradas como un prólogo del Carnaval de Negros y Blancos propiamente dicho, y que en la ciudad de Pasto son principalmente las realizadas los días 28 (día de Inocentes) y 31 (día de los Años Viejos) de diciembre.

#### Día de Inocentes

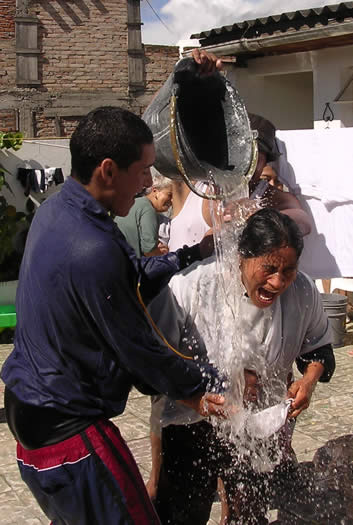

El día 28 de diciembre, día de los Día de los Santos Inocentes, algunos pastusos antes de la prohibición por parte del gobierno y corpocarnaval, para salvaguardar el medio ambiente jugaban con agua en lo que se puede considerar un preludio de las fiestas de enero, imitando costumbres carnavalescas del vecino país del Ecuador en donde el carnaval (febrero o marzo) se caracteriza por el empleo lúdico del agua. Lo que inicialmente era un día para hacer bromas a los desprevenidos, en Pasto se convirtió en un juego con agua que se basa y origina en el afán de embromar o sorprender al inocente transeúnte desprevenido al empaparlo totalmente.
Esta costumbre no es totalmente aceptada y disfrutada, más aún cuando la temperatura promedio de la ciudad apenas sobrepasa los 14 grados centígrados. Aunque las autoridades han buscado controlar mediante prohibiciones el desperdicio de agua, la solución más práctica para combatir este fenómeno la ha encontrado la Empresa de Obras Sanitarias de Pasto, (EMPOPASTO), que ese día acostumbra a realizar obras de mantenimiento en sus dos redes, cortando el suministro de agua en toda la zona urbana del municipio.
Además, desde fines del siglo XX se adelantan actividades alternativas, que buscan brindar a la ciudadanía recreación y cultura sin perder el sentido carnavalesco del 28 de diciembre entre las cuales están el tour de inocentes en Bicicleta y arco iris en el asfalto.
Arco Iris en el Asfalto

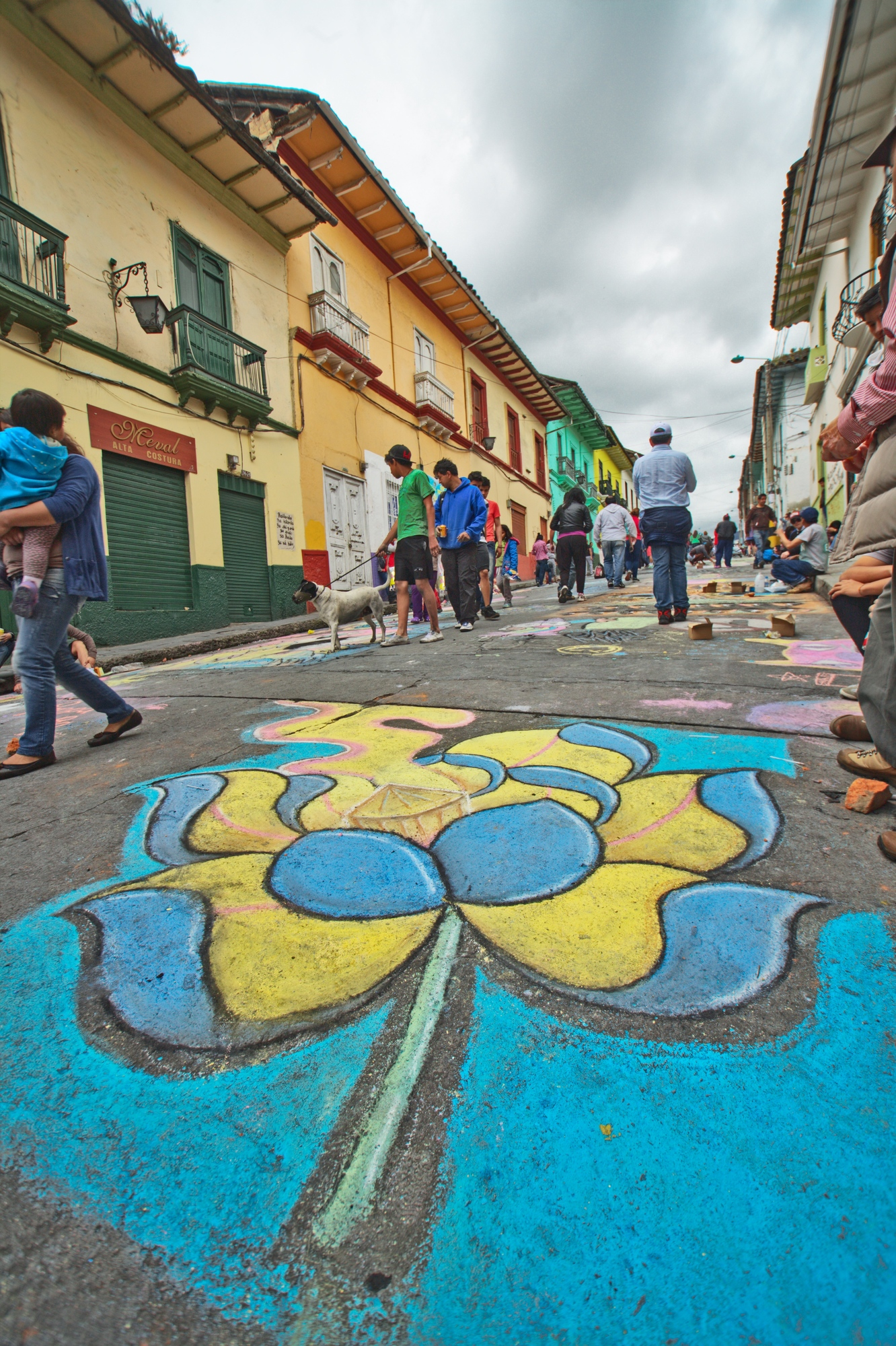

En 1996, como una alternativa cultural y ecológica al carnaval del agua y recogiendo iniciativas de estudiantes vinculados a la facultad de artes de la Universidad de Nariño, se crea el proyecto de "Arco Iris en el Asfalto". Por medio del arte y usando la imaginación, con el color de las tizas sobre en el gris del concreto se invita a recuperar el espacio urbano y el sentido del carnaval y la fiesta. Así el carnaval en general, sufre transformaciones, que buscan mantener el espíritu festivo y colectivo del día por medio del arte, generando una nueva actitud frente a la fiesta y la ciudad.

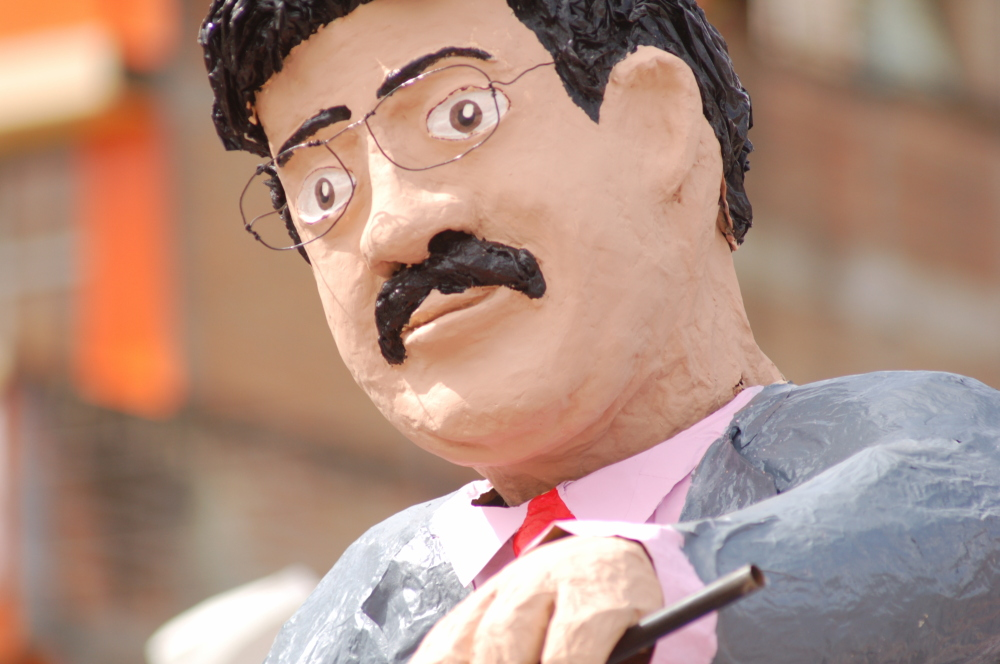

no es apto para sensibles
Día de año viejo

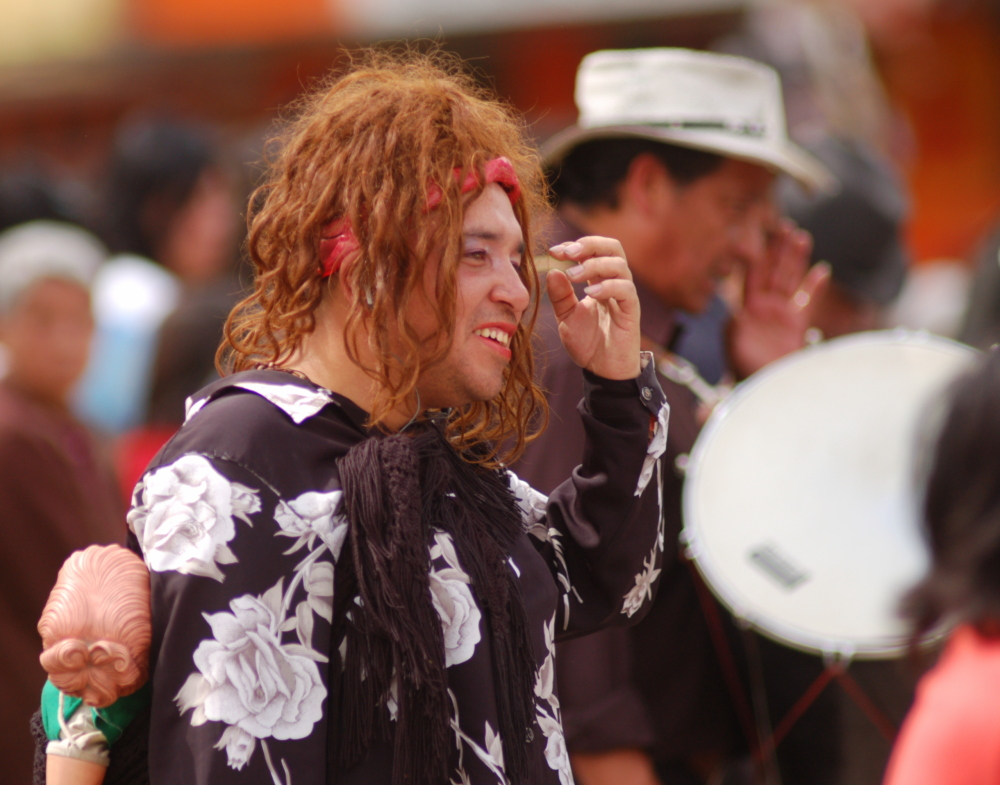

El 31 de diciembre de cada año, las calles de la ciudad se llenan de muñecos elaborados con ropa vieja, papel y aserrín, (y antiguamente pólvora, prohibida para uso del público en el municipio desde el año 2006)aunque aún se usa en algunos municipios o pueblos que representan el año viejo que acabará a la medianoche cuando sean quemados en un ritual de remotos y profundos significados. Desde temprano ese día, chiquillos que acuden a los transeúntes con ansiosas solicitudes de dinero de tipo: "una limosnita para el año viejo, por favor" y (en el desfile) por las "viudas", representadas usualmente por hombres disfrazados de negro y la cara con velos oscuros solicitan ayudas para el "entierro decoroso" o cremación del "difunto" inmediatamente después de las doce de la noche. El evento principal del día con participación de multitudes es el conocido como "Desfile de Años Viejos" en el cual, a través del recorrido de la Senda del Carnaval, desfilan pequeñas carrozas, de calidad y tamaño inferior a las de los días de carnaval, haciendo alegoría a los hechos del año -en especial tocando temas políticos-, en las cuales el año que agoniza deja en un "testamento" cargado de ironías, todo lo que ha representado significantes en ese periodo para la ciudad y el país. Los creadores de los mejores muñecos, reciben premios en efectivo. Antecede al desfile una pequeña muestra de carros antiguos.

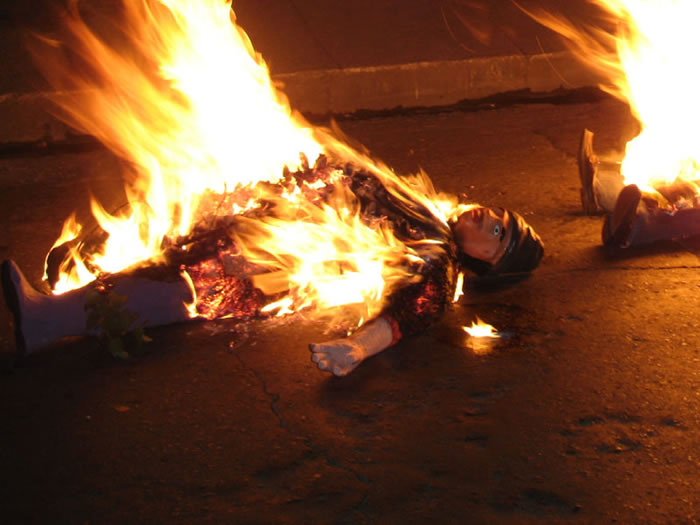

A partir de 2006, quedó prohibida la venta de pólvora navideña en la ciudad, como lo estableció el Decreto 0207 de abril de 2005, por lo que la Alcaldía de Pasto y en su defecto Corpocarnaval, son las únicas entidades autorizadas para organizar espectáculos de pirotecnia para recibir el año nuevo.
El motivo ganador es quemado en la Plaza del Carnaval al terminar ese día, en medio de la verbena popular que generalmente organizan las autoridades municipales para recibir el año nuevo, y es posible que en esos momentos en realidad la ciudad comienza a ser invadida con el espíritu lúdico y catártico del carnaval.

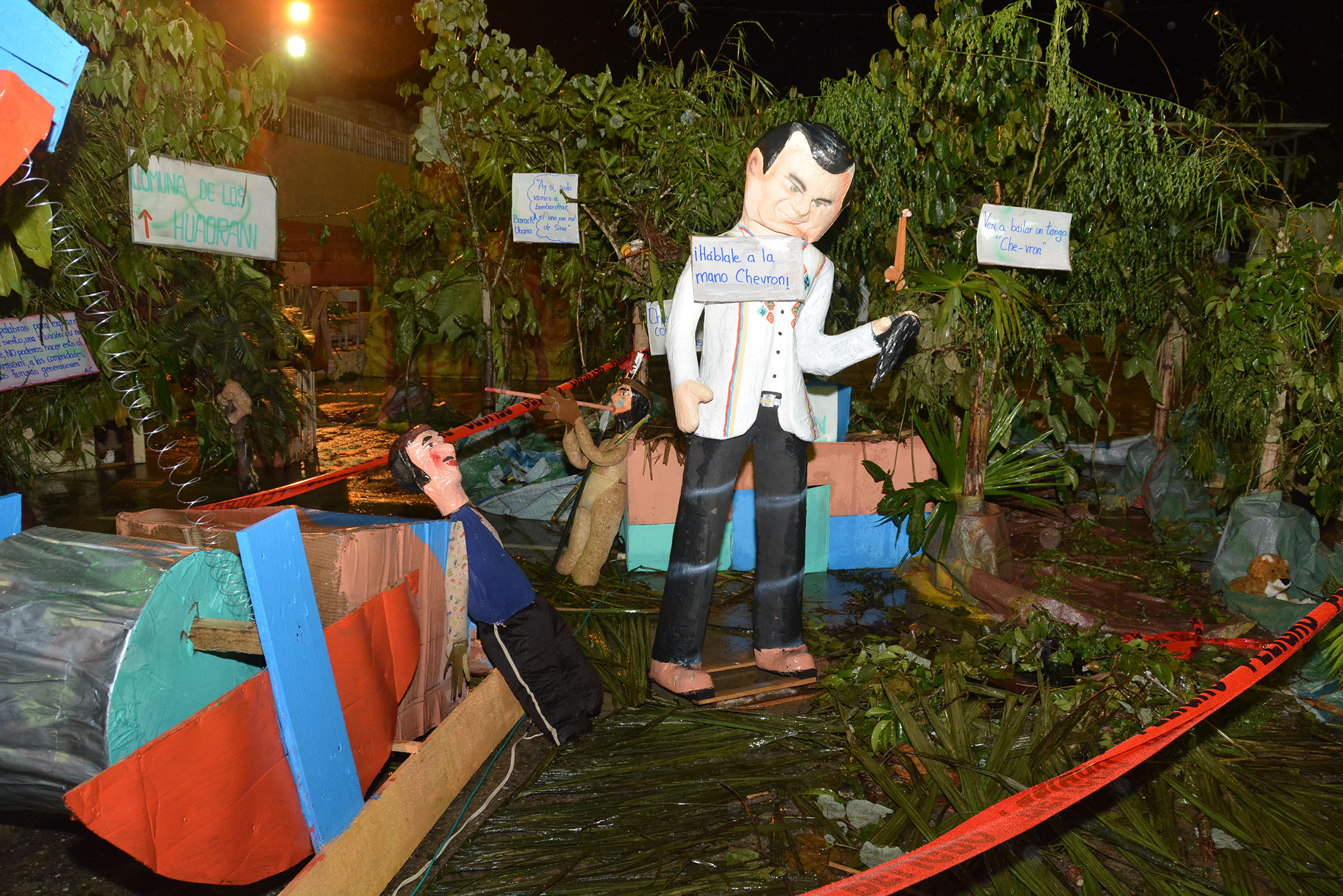
Concurso de años Viejos, 2013

#### Desfile de las Colonias
El 2 de enero es el Desfile de las Colonias, en el que los residentes en Pasto provenientes de otros municipios del departamento de Nariño muestran de sus tradiciones, mitos, leyendas, gastronomía, música y valores culturales. Desde el año 2017 ya no se realiza este evento por varias razones entre ellas la falta de gente y presupuesto.

### El Carnavalito

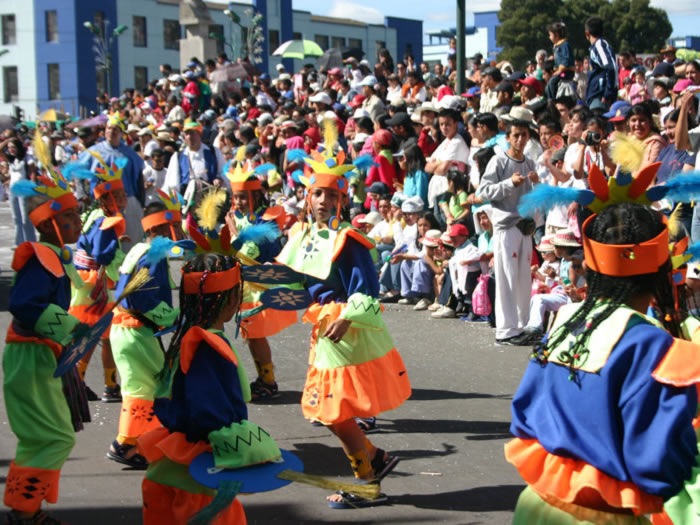

El 2 de enero es el el día del Carnavalito.Lo que comenzó como un juego de niños imitando a sus mayores, recreando el desfile del día de Blancos, se ha convertido en un evento con identidad y dinámica propia dentro de las fiestas de Negros y Blancos, con intensa raigambre popular y apoyo de las autoridades.
Generalmente desde hace unos 40 años el día 3 de enero los niños realizan su propio desfile de carrozas en escala infantil, concebidas y elaboradas por ellos mismos, en lo que para muchos es una iniciación en la actividad artesanal y artística de elaborar carrozas y alegorías ambulantes. Con el correr del tiempo ese juego se transformará paralelamente con el crecimiento físico e intelectual del pequeño artista y jugador, que culmina alcanzada su edad adulta con la participación en el gran Desfile Magno del 6 de enero.

### Canto a la Tierra
Desde finales de la década de los 90 y comienzos de la década del 2000, el desfile de Blancos del 6 de enero se volvió muy extenso, alcanzando una duración de hasta 6 horas ininterrumpidas de Carrozas, Comparsas, Murgas y Colectivos coreográficos. Estos últimos grupos, caracterizados por contar -cada uno- con varios centenares de músicos y danzantes, fueron separados del desfile magno para crear un nuevo desfile de carácter eliminatorio el 3 de enero, consistente en un recorrido por la Senda del Carnaval en sentido inverso al de los otros desfiles, para terminar en la noche en el Estadio Departamental Libertad en un concierto de Música Andina. Tras este desfile, el jurado designa un ganador, y el mismo junto con el segundo puesto son los únicos colectivos coreográficos participantes en el Desfile Magno del 6 de enero. De esta manera, se logra un recorte efectivo de los motivos del desfile más importante y se crea una nueva actividad en el Carnaval, siendo además una de las más vistosas por el colorido y el ritmo de varios miles de músicos, danzantes y actores recorriendo la vía del Carnaval y representando motivos de origen principalmente andino y canciones del género sonsureño un 6/8 característico en la región.

### La Familia Castañeda

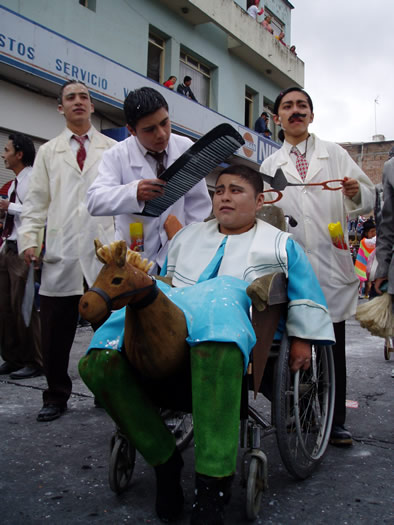

Los desfiles tradicionales del Carnaval de Pasto empiezan conmemorando la llegada de la Familia Castañeda, el día 4 de enero. Como ya se dijo, la tradición histórica indica que se celebra la llegada de una familia compuesta de personajes coloridos que llegó a San Juan de Pasto desde El Encano en 1929 o desde el oriente del país (Putumayo), aunque se desconoce su destino, se sugiere que iban en peregrinación al Santuario de Las Lajas al sur del departamento de Nariño.
En todo caso, los personajes de este grupo familiar, son representados o recreados en la parada de este día como una familia caricaturizada que viaja con todo su equipaje y menaje de cocina, para prepararse la comida en cualquier lugar del camino y se suele representar con sus miembros más pintorescos o característicos, incluyendo la abuela extravagante, la hija lista para casarse de blanco pero en evidente estado de embarazo y los niños traviesos (usualmente adultos caracterizados) que ponen en aprietos a sus niñeras. No falta la comparsa de mujeres de "vida alegre" que generalmente son hombres disfrazados y el cura borracho.
En el desfile igualmente no pueden faltar grupos de danza campesina y las ñapangas, tanto auténticas como las disfrazadas, cuya estampa está ligada al carnaval en general.

### Día de los negros

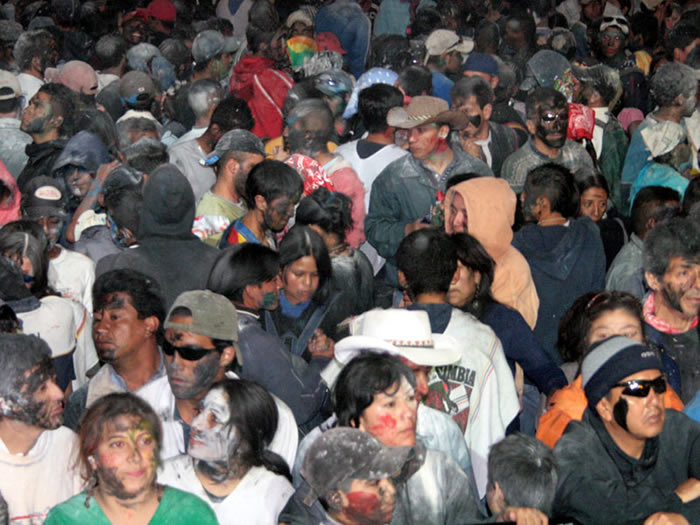
.

El 5 de enero está dedicado al día de los Negros. Durante esta jornada se conmemora el día en que los esclavos de origen africano tenían libre para dar rienda suelta a sus desahogos lúdicos y la gente juega y baila en las calles y en los lugares públicos de jolgorio a pintarse de negro, usando cremas cosméticas elaboradas con ese fin, aunque también se recurre a betunes y otras pinturas siliconadas de color negro. El motto de ese día es: ¡Qué vivan los Negros!
Por tradición, la Reina del Carnaval recorre la ciudad en una caravana, repartiendo cosmético e invitando a los visitantes ilustres a unirse al juego bajo la frase: ¡Una pintica por favor!, la cual se usaba en los primeros días del Carnaval.
La importancia de este día radica en que todo el colectivo urbano pastuso, desfoga sus deseos reprimidos, puesto que el cosmético les sirve, como máscara y al mismo tiempo para homogeneizar a todas las clases sociales y grupos étnicos, como una sola gran familia asentada en las faldas del Taita Urcunina.
Durante toda la jornada se presentan variadas orquestas (tradición adoptada desde la década de 1960) en los diversos parques de la ciudad y los medios de comunicación locales (radio y TV) se dedican a visitar a los diversos talleres de los artistas, con el fin de descubrir los motivos que engalanarán el desfile de Carrozas del Día de Blancos.

### El Día de los Blancos
El 6 de enero esta ciudad ya no celebra más el Día de Reyes, sino el día de los Blancos o Día del Desfile Magno. En contraste con el día anterior, en esta fecha los pastusos se pintan de blanco generalmente con talco perfumado, usándose muy poco harina, cremas o pinturas cosméticas.

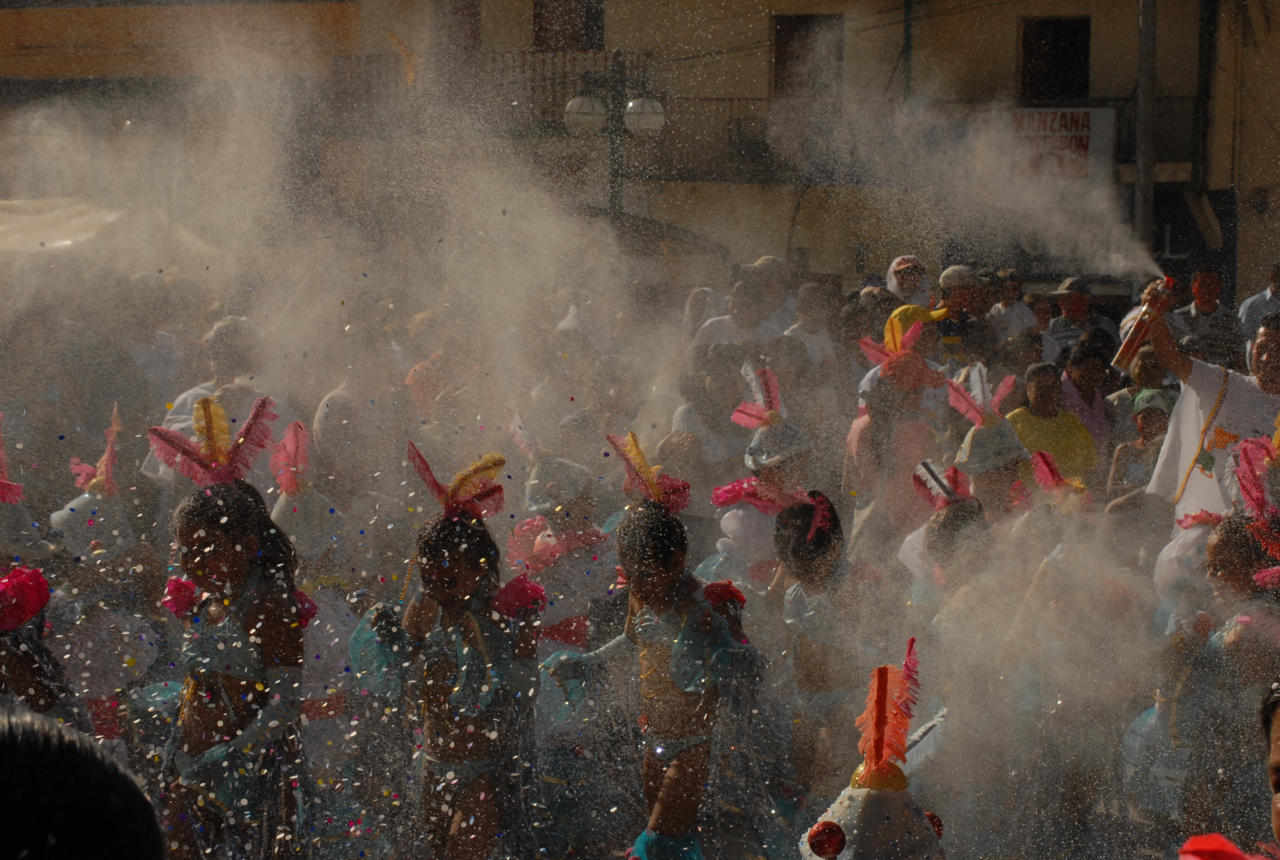

El evento o atracción principal, además de verbenas populares en las plazas y calles de la ciudad, es el gran desfile, de casi 7 km de largo en un sendero de aproximadamente 15 km, que recorre las calles del centro de la ciudad, la Plaza del Carnaval y parte de las avenidas de la periferia por la llamada Senda del Carnaval. La gran mayoría de los ciudadanos, más otros tantos miles de turistas y visitantes se vuelcan a las calles para presenciar este desfile, aplaudiendo y arrojando confeti o serpentinas a los participantes, todos danzando al ritmo de canciones tradicionales y típicas, como La Guaneña, Trompo Sarandengue, Son Sureño, Chambú, así como sayas y en general composiciones andinas inéditas que se estrenan cada año. El motto de ese día es: ¡Qué vivan los Blancos! y en los últimos años se ha convertido en infaltable el de ¡Viva Pasto Carajo!, pronunciado tanto por lugareños como por turistas.

#### Desfile Magno
El desfile está:
- Disfraces individuales.

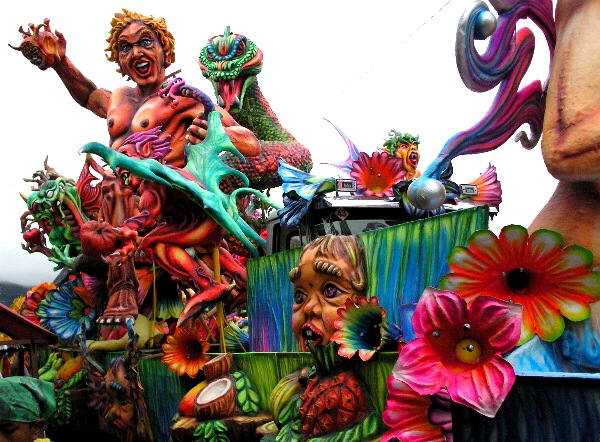

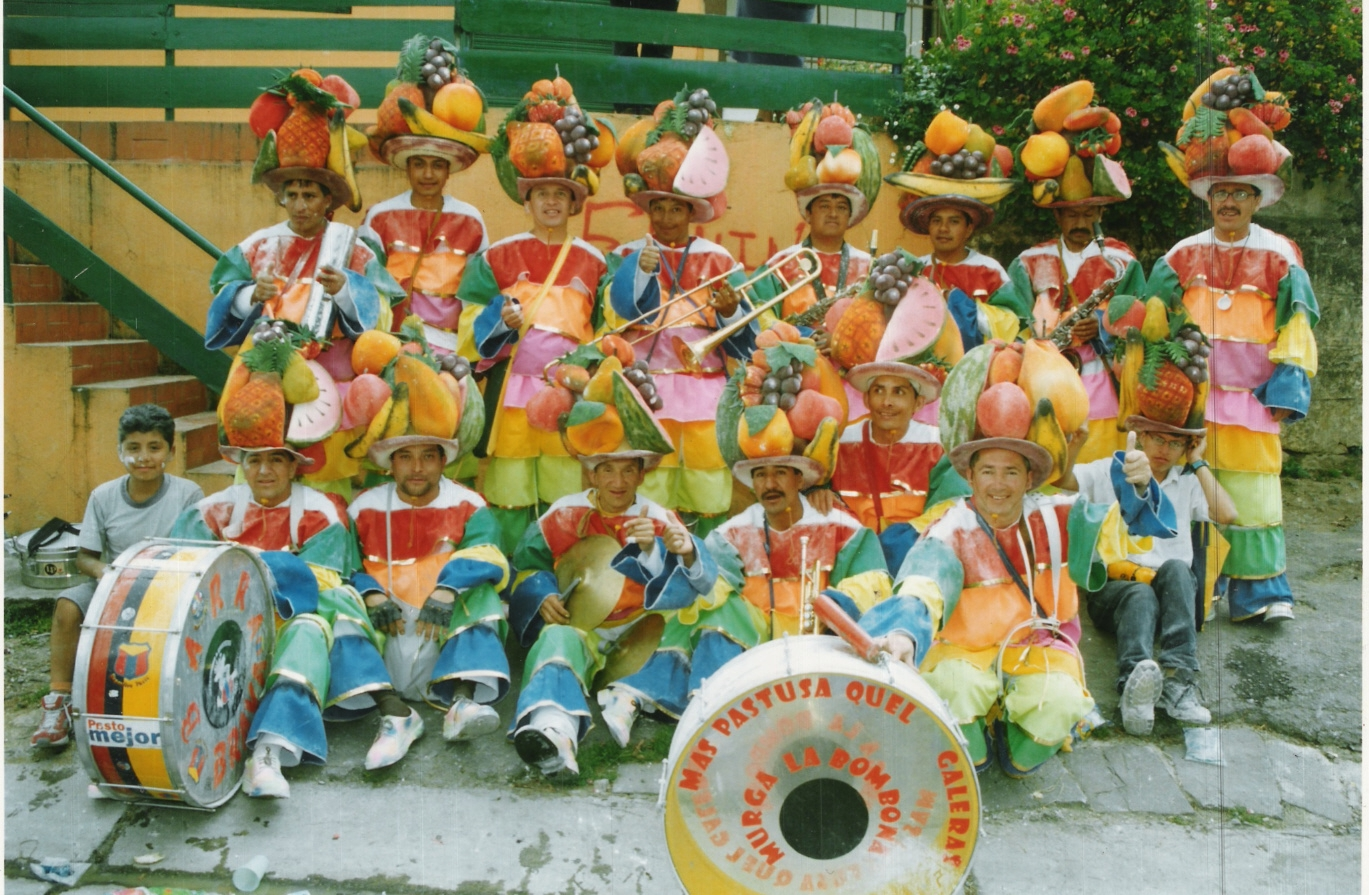

- Comparsas a pie: grupos con disfraces y motivos alegóricos al carnaval
- Murgas: agrupaciones de varias decenas de músicos.
- Mini-carrozas o carrozas no motorizadas: De hasta 6 x 12 metros de altura movidas por tracción manual o en bicicleta.
- Carrozas de hasta 8 metros de altura x 16 metros de largo), llevadas encima de camiones o remolques, en las que comparsas compuestas por turistas o pastusos que pagan un derecho de pasaje por participar en ellas, portan un disfraz que identifica a cada carroza. Estas enormes construcciones rodantes se caracterizan por grandes figuras alegóricas o caricaturescas articuladas y con movimiento (avance implementado por el maestro José Eduardo Ordóñez en la década de 1960), y por su diseño, acabados y complejidad pueden convertirse en verdaderas obras de arte. Esta parte del desfile es presidida por la reina del carnaval en su propia carroza (fuera de concurso).

El tiempo de construcción de una carroza para los artistas y sus grupos es de aproximadamente 4 meses, debido a la complejidad de los diseños y motivos así como por sus acabados. En la elaboración de las carrozas, así como de máscaras o caretas, se utilizan las técnicas del papel maché y cartón piedra, a las cuales en los últimos años se han añadido el empleo de la fibra de vidrio y la técnica de termoformado de polímeros ligeros, las cuales se emplean en la elaboración de diseños y motivos característicos que surgen de la imaginería popular, los mitos locales, las reivindicaciones sociales y las historias que forman parte de la cultura nariñense. 
El evento culmina con la entrega de premios a los participantes en el desfile por parte del gobierno local y de Corpocarnaval. La originalidad y a la calidad de dichas expresiones es evaluada por un jurado de expertos, nacionales y a veces internacionales, con conocimiento en artes plásticas y que garantizan no solo imparcialidad sino que la Carroza ganadora sea la más vistosa y representativa de la fiesta.

## Cultores del carnaval

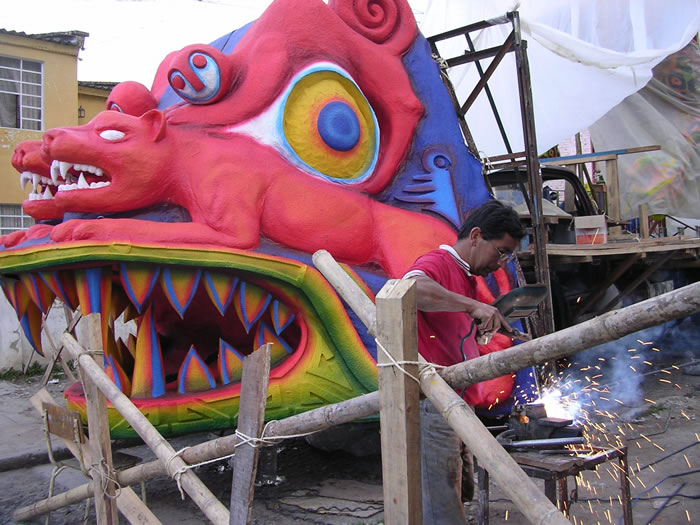

El término "cultores del carnaval", constituye un neologismo en evolución que vincula los términos cultura y actores, e identifica en primer término a los tradicionales "artistas del carnaval", pero que se busca extenderlo a las demás personas que participan en los desfile.
Tradicionalmente se ha utilizado la palabra artesanos para designar en primer lugar, a los creadores de las carrozas, dejando de lado sus familias y los colaboradores que participan en la elaboración de las figuras del desfile magno. Sin embargo, diversos sectores apoyan que este vocablo sea reemplazado por el de "cultores" o "artistas del carnaval", no solo por ser más incluyente, sino también debido al acabado profesional de las carrozas y al valor artístico del trabajo realizado, además de que el término artesano está mal empleado en este caso, puesto que las obras que se crean no tienen destino comercial ni son el producto de un trabajo en serie.
Actualmente los "cultores del carnaval" están organizados en dos grandes asociaciones: Asoarca que reúne principalmente a los maestros creadores de las carrozas, y Caminantes del carnaval, que agremia a los participantes en las modalidades de disfraces a pie.